# Národní park Keoladeo
Národní park Keoladeo je indický národní park ve státě Rádžasthán. Je znám především díky tomu, že se v něm vyskytuje obrovské množství nejrůznějších druhů ptactva. To láká jak turisty, tak ornitology z celého světa.
V roku 1985 byl celý park zařazen ke světovému dědictví UNESCO.